# Півторак Володимир Вікторович
Володимир Вікторович Півторак (нар. 27 жовтня 1960, село Зелений Ріг, тепер Жашківського району Черкаської області) — український діяч, суддя Соснівського районного суду міста Черкас, заступник голови Державної судової адміністрації України. Народний депутат України 2-го скликання (1996—1998).

## Біографія
Народився у родині колгоспників. Працював у колгоспі.
У 1978—1981 роках — служба в Радянській армії.
У 1982—1988 роках — студент юридичного факультету Київського державного університету імені Тараса Шевченка, юрист.
З 1988 року працював у Соснівському районному суді міста Черкас: суддя Соснівського районного суду.
Народний депутат України 2-го демократичного скликання з .06.1996 (2-й тур) до .04.1998, Соснівський виборчий округ № 419, Черкаська область. Член Комітету з питань з питань правової політики і судово-правової реформи. Член депутатської групи МДГ.
До січня 2000 року — консультант Президента України. Потім — головний консультант Головного державно-правового управління Адміністрації Президента України; 1-й заступник керівника Головної державно-правової служби Секретаріату Президента України.
З вересня 2010 року — заступник голови Державної судової адміністрації України.

## Нагороди та відзнаки
- орден «За заслуги» II ступеня (.01.2013)[3]
- орден «За заслуги» III ступеня (.10.2008)[4]